# 小林深雪
小林深雪（1964年3月10日—），是小說家、漫畫原作者，出身日本埼玉縣，武藏野美術大學空間演出設計學科畢業。

## 經歷
擔任過編輯，西元1990年以作家身分出道，也編寫漫畫腳本。
2006年作品《點心公主》（作畫：安藤夏美）榮獲講談社漫畫賞。
2014年開始擔任講談社漫畫賞評審，2016年開始擔任講談社兒童文學新人賞評審。